# Осорно, Даниэль
Даниэль Осорно Кальвильо (исп. Daniel Osorno Calvillo; родился 16 марта 1979 года в Гвадалахаре, Мексика) — мексиканский футболист, атакующий полузащитник. Известен по выступлениям за «Атлас» и сборную Мексики.

## Клубная карьера

### «Атлас»
Осорно выпускник футбольной академии клуба «Атлас». 11 января 1997 года в матче против «Эстудиантес Текос» он дебютировал в мексиканской Примере. Даниэль наряду с Рафаэлем Маркесом, Хуаном Пабло Родригесом и Мигелем Сепедой входит в группу воспитанников молодёжной системы клуба, которую считают «золотом поколением». Осорно довольно быстро завоевал место в основе, а вскоре стал одним из лучших бомбардиров команды. В сезоне Верано 1999 Даниэль вместе с командой вышли в финал соревнования, но уступили титул «Толуке» в серии послематчевых пенальти. В 2002 году Осорно получил травму, которая оставила его вне игры на продолжительное время. После возвращения в строй он не мог набрать былую форму и вынужден был для получения игровой практики перейти на правах аренды в «Монтеррей». В 2004 году Даниэль вернулся в «Атлас», но так и не вернулся на былой уровень.

### Карьера после «Атласа»
В 2007 году Осорно покинул Атлас и отправился в MLS, где выступал за «Колорадо Рэпидз». В американской лиге он принял участие всего в 3 матчах. В 2008 году он вернулся в Мексику, где без особого успеха выступал за «Дорадос», «Пуэблу» и возвращался в «Аталас».
Летом 2012 года Даниэль подписал контракт с клубом «Коррекаминос», выступающим в Лиге Ассенсо. 21 июля в поединке против «Крус Асуль Идальго» он дебютировал в новой команде.

## Международная карьера
16 июня 1999 года в товарищеском матче против сборной Хорватии Осорно дебютировал за сборную Мексики. В 2001 году Осорно завоевал серебряные медали Кубка Америки в Колумбии. На турнире он сыграл в матчах против команд сборных Бразилии, Чили, Парагвая и Колумбии. В поединке против чилийцев Даниэль забил гол. В том же году он принял участие в Кубке Конфедераций. На турнире Осорно принял участие в матчах против Австралии и Южной Кореи.
В 2002 году тренер сборной Хавьер Агирре не включил его в заявку сборной на поездку на Чемпионат Мира.
В 2003 году Даниэль стал обладателем Золотого Кубка КОНКАКАФ. На турнире он сыграл в матчах против команд Гондураса, Ямайки, Коста-Рики и дважды Бразилии. В финальном поединке против бразильцев гол Осорны позволил мексиканцам выиграть золотые медали. В 2004 году он в третий раз принял участие в Кубке Америки. На турнире Даниэль сыграл в матчах против Аргентины, Эквадора и Бразилии. В 2005 году Даниэль во второй раз принял участие в Золотом кубке КОНКАКАФ. На турнире он был запасным и на поле не вышел.

### Голы за сборную Мексики
| #   | Дата           | Место                      | Противник          | Результат | Соревнование                     |
| --- | -------------- | -------------------------- | ------------------ | --------- | -------------------------------- |
| 01. | 18 июня 1999   | Сеул, Южная Корея          | Египет             | 2:0       | Кубок Кореи 1999                 |
| 02. | 18 июня 1999   | Сеул, Южная Корея          | Египет             | 2:0       | Кубок Кореи 1999                 |
| 03. | 6 июля 1999    | Сьюдад-дель-Эсте, Парагвай | Венесуэла          | 3:1       | Кубок Америки по футболу 1999    |
| 04. | 4 июня 2000    | Чикаго, США                | Ирландия           | 2:2       | 2000 Nike U.S. Cup               |
| 05. | 11 апреля 2001 | Монтеррей, Мексика         | Чили               | 1:0       | Товарищеский матч                |
| 06. | 22 июля 2001   | Перейра, Колумбия          | Чили               | 2:0       | Кубок Америки 2001               |
| 07. | 6 июля 2003    | Карсон, США                | Сальвадор          | 1:2       | Товарищеский матч                |
| 08. | 20 июля 2003   | Мехико, Мексика            | Ямайка             | 5:0       | Золотой кубок КОНКАКАФ 2003      |
| 09. | 23 июля 2003   | Мехико, Мексика            | Бразилия           | 1:0       | Золотой кубок КОНКАКАФ 2003      |
| 10. | 19 июня 2004   | Сан-Антонио, США           | Доминика           | 8:0       | Чемпионат мира 2006 квалификация |
| 11. | 10 ноября 2004 | Сан-Антонио, США           | Гватемала          | 2:0       | Товарищеский матч                |
| 12. | 17 ноября 2004 | Монтеррей, Мексика         | Сент-Киттс и Невис | 8:0       | Чемпионат мира 2006 квалификация |

## Достижения
Международные
 Мексика
- Золотой кубок КОНКАКАФ — 2003
- Кубок конфедераций — 1999